# Championnat du Maroc de football 1975-1976
Navigation
Édition précédente Édition suivante

Le championnat du Maroc de GNF1 saison 1975-1976 voit le 9e sacre de Wydad AC.

## Classement final
| Rang | Équipe                       | Pts | J  | G  | N  | P  | Bp | Bc | Diff |
| ---- | ---------------------------- | --- | -- | -- | -- | -- | -- | -- | ---- |
| 1    | Wydad Athletic Club          | 73  | 30 | 17 | 9  | 4  | 52 | 22 | +30  |
| 2    | Difaâ d'El Jadida            | 71  | 30 | 18 | 5  | 7  | 39 | 21 | +18  |
| 3    | Raja Club Athletic           | 66  | 30 | 10 | 16 | 4  | 34 | 29 | +5   |
| 4    | Chabab Mohammédia            | 62  | 30 | 10 | 12 | 8  | 42 | 34 | +8   |
| 5    | FUS de Rabat CdT             | 61  | 30 | 10 | 11 | 9  | 34 | 29 | +5   |
| 6    | Association sportive de Salé | 61  | 30 | 10 | 11 | 9  | 32 | 34 | -2   |
| 7    | Maghreb de Fès V             | 60  | 30 | 11 | 8  | 11 | 38 | 29 | +9   |
| 8    | Renaissance de Settat        | 60  | 30 | 9  | 12 | 9  | 36 | 32 | +4   |
| 9    | TAS de Casablanca            | 60  | 30 | 10 | 10 | 10 | 38 | 36 | +2   |
| 10   | CODM de Meknès P             | 60  | 30 | 8  | 14 | 8  | 27 | 32 | -5   |
| 11   | Mouloudia Club d'Oujda T     | 57  | 30 | 8  | 11 | 11 | 21 | 30 | -9   |
| 12   | FAR de Rabat                 | 56  | 30 | 8  | 10 | 12 | 24 | 32 | -8   |
| 13   | Union de Sidi Kacem          | 56  | 30 | 7  | 12 | 11 | 30 | 43 | -13  |
| 14   | Moghreb de Tétouan           | 54  | 30 | 5  | 14 | 11 | 19 | 36 | -17  |
| 15   | Raja de Beni Mellal ↓        | 52  | 30 | 6  | 11 | 13 | 31 | 37 | -6   |
| 16   | Kawkab de Marrakech ↓        | 50  | 30 | 3  | 14 | 13 | 26 | 47 | -21  |

- Champion & qualification Coupe Mohammed V 1976
- Vice-champion
- Relégué en Championnat du Maroc de football D2

- Abréviations

T : Tenant du titre

V : Vice-champion 1974-1975

CdT : Vainqueur de la Coupe du Trône de football 1975-1976

P  : Promus de Championnat du Maroc de football D2 1974-1975
Le classement est établi sur le même barème de points que durant l'époque coloniale, c'est-à-dire qu'une victoire vaut trois points, un match nul deux points et défaite à un point.

## Statistiques

### Meilleur Attaque
- 1- 52 buts marqués : Wydad AC
- 2- 42 buts marqués : Chabab Mohammédia
- 3- 39 buts marqués : Difaâ d'El Jadida

- Meilleur Buteur : Acila Chabab Mohammédia (20 buts)

## Bilan de la saison
| Championnat du Maroc de football 1975-1976                        |                      |
| Champion                                                          | Wydad AC (9e titre)  |
| Coupes et trophées                                                |                      |
| Vainqueur de la Coupe du Trône 1975-1976                          | FUS de Rabat         |
| Qualifications continentales                                      |                      |
| Coupe Mohammed V                                                  | Wydad AC             |
| Promotions et relégations                                         |                      |
| Promus en Championnat du Maroc de football                        | KAC de Kénitra       |
| Promus en Championnat du Maroc de football                        | Étoile de Casablanca |
| Relégués en Championnat du Maroc de football de deuxième division | Kawkab de Marrakech  |
| Relégués en Championnat du Maroc de football de deuxième division | Raja de Beni Mellal  |